# Тесса Джовелл
Тесса Джейн Джовелл (англ. Tessa Jane Jowell; 17 вересня 1947, Лондон — 12 травня 2018) — британський політик, член Лейбористської партії.

## Біографія
Освіту здобула в Абердинському, Единбурзькому і Лондонському університетах. Потім вона працювала психіатром, дослужившись до звання помічника директора фонду охорони здоров'я Mind. У 1978 р. вона була кандидатом від лейбористів у члени парламенту, але програла ці вибори. З 1992 р. вона була членом Палати громад, входила до опозиційного тіньового уряду. Після перемоги лейбористів на виборах 1997 року вона стала молодшим міністром у Міністерстві охорони здоров'я. У 1999 р. вона була переведена у Міністерство освіти та зайнятості.
Після виборів 2001 року Джовелл працювала міністром з питань культури, засобів масової інформації та спорту, залишалась на цій посаді до червня 2007 р. У новому уряді Гордона Брауна вона була призначена головним скарбником і міністром з питань Лондона. Залишила уряд після поразки Лейбористської партії на парламентських виборах у 2010 році.